# Ирина Римска
Вижте пояснителната страница за други значения на Света Ирина.
Света Ирина Римска е християнка в Римската империя по време на управлението на Диоклециан. Тя е съпруга на свети Кастул. Според християнската легенда тя се грижи за Свети Себастиан, след като е ранен от мавритански стрелци.

## Биография
Ирина e съпруга на Свети Кастул, който според преданието бил на служба при римския император. Когато Кастул е убит за изповядване на християнството и привличане на други хора към новата религия, Ирина остава вдовица и продължава да е активна в християнската общност в Рим. Според агиографията, когато свети Себастиан е прострелян със стрели за изповядване на християнството, Ирина се грижи за раните му.
Свети Себастиан, обгрижван от Света Ирина, е тема на много картини на Бенедето Лути и други творци.

## Галерия
- Бароков релеф на света Ирина, лекуваща нараняванията на свети Себастиан.
- Ирина Римска и свети Себастиан
- Трофим Бигот
- Дирк ван Бабурен, 1615 г.
- Маркантонио Басети, ок.1620 г.
- приписва се на Жорж дьо Ла Тур, началото на 30-те години на XVII век
- Жорж дьо Ла Тур 1650 г.
- Феличе Фичерели, 1650 г.
- Висенте Лопес и Портаня, 1795 – 1800